# Philippe Pinel

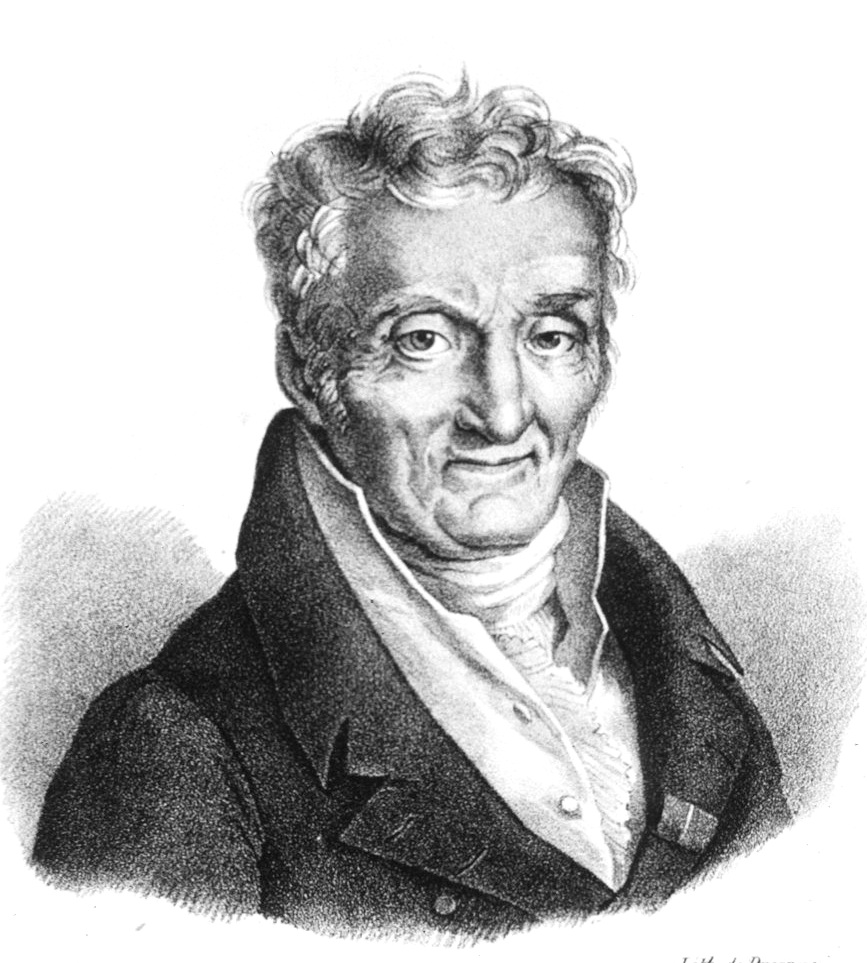
Philippe Pinel

Philippe Pinel (* 20. April 1745 in Jonquières im Département Tarn; † 26. Oktober 1826 in Paris) war ein französischer Psychiater und seit 1794 leitender Arzt am Hôpital Salpêtrière in Paris.
Er setzte dort als erster eine ärztliche Behandlung ohne Zwangsbehandlung durch, die später als no restraint bekannt wurde, und setzte seine Idee von der Heilbarkeit der „Irren“ praktisch um. Um die Entwicklung der Psychiatrie zu einer medizinischen Wissenschaft erwarb er sich große Verdienste, darüber hinaus auch um die gesamte Auffassung vom biologisch-pathologischen Geschehen. Pinel war ein Anhänger der vitalistischen Schule von Montpellier und zählt, gemeinsam mit Marie François Xavier Bichat, zu den führenden Köpfen der Pariser klinischen Schule der Medizin.

## Leben
Der Sohn des Landarztes und Chirurgen Philippe François Pinel kam erst über die Theologie und Philosophie mit 30 Jahren zur Medizin und studierte in Toulouse, Montpellier und Paris.
Für eine mathematisch-statistische Arbeit erhielt Pinel ein Diplom. Von der Philosophischen Fakultät wurde er 1772 promoviert, von der Medizinischen 1773. 1774 zog er nach Montpelier. Zu seinen akademischen Lehrern dort gehörten unter anderem Paul Joseph Barthez und Gabriel-François Venel. 1778 ging er nach Paris zurück, war dort als Privatlehrer für Mathematik und nebenbei literarisch tätig. Mit der Psychiatrie begann er sich erst ab 1784 zu beschäftigen, nachdem er konsiliarisch in der Privatklinik des Tischlers Jacques Belhomme (1737–1824) mit Geisteskranken in Kontakt gekommen war.
Pinel wandte sich der Psychologie zu und fand besonderes Interesse an den Geisteskrankheiten. 1789 veröffentlichte er einen Artikel über die Behandlung von Geisteskranken. Er erstellte eine genaue Lehre der Krankheitszeichen bei Geisteskrankheiten und gab der Psychiatrie des 19. Jahrhunderts damit eine neue Grundlage. Eines seiner Hauptwerke war die philosophische Nosographie. Sein Bemühen war darauf ausgerichtet, für die einzelnen Krankheiten ein natürliches System aufzustellen. Beeinflusst wurde er in seinen Anschauungen von dem französischen Vitalisten Théophile de Bordeu. Statt Systematik und Philosophie war für Pinel die deskriptive (beschreibende) Beobachtung wichtig. Durch seine Beschreibung der klinischen Entwicklung der verschiedenen psychischen Erkrankungen wurde es möglich, das Gebiet der Psychiatrie in die allgemeine Medizin aufzunehmen. Ferner bewirkte er zwischen 1790 und 1799 eine grundlegende Reform der „Irrenanstalten“ (angebliche Befreiung der Geisteskranken von ihren Ketten) und wies neue Wege in der Behandlung Geisteskranker.
1792 übernahm er (unterstützt durch seine Freunde Cabanis, Jacques-Guillaume Thouret (1746–1794) und Jacques Antoine Cousin (1739–1800)) die Leitung der Anstalt Bicêtre im Südwesten von Paris und begann dort seine psychiatrische Reform. Von 1792 bis 1794 war er dort medicin chef de l’hospice de Bicêtre. Ab 1795 leitete er eine neue Abteilung für geisteskranke Frauen in der Salpêtrière, wo er seine Reform weiterführte. Die „Irrsinnigen“ wurden nun nicht mehr als Zuchthäusler, sondern wie Kranke behandelt – Pinels wohl größtes Verdienst. Dennoch wirft Pinels Handeln auch Kritik auf. Behandlungsmethoden wie eiskalte Duschen oder der Einsatz von Zwangsjacken übten immer noch einen großen Druck auf die psychisch Erkrankten aus, sie wurden nicht so schonend behandelt wie körperlich Kranke. Auch die Integration der psychisch gestörten Menschen in die Gesellschaft wurde von ihm nicht angestrebt.
Später wurde Pinel beratender Arzt des Kaisers, Mitglied der Akademie der Wissenschaften und schließlich 1804 Ritter der Ehrenlegion. Am 25. Oktober 1826 starb Pinel in Paris an einer Hirnblutung. Nach Pinel ist der Pinelsweg in Hamburg-Barmbek-Süd benannt. Gleiches gilt seit 1960 für den Pinel Point, eine Landspitze der Brabant-Insel in der Antarktis.

## Werk

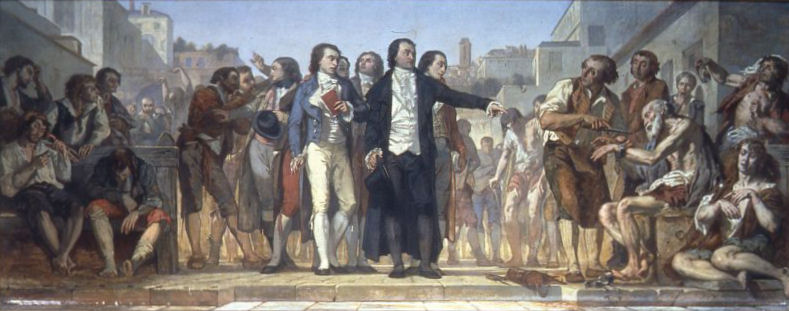
Pinel befreit die Kranken aus der Bicêtre in 1793. Gemälde von Charles Louis Lucien Müller in der Lobby des Académie Nationale de Médecine, Paris

Pinel und sein Schüler Jean-Étienne Esquirol, der sich Pinel 1799 angeschlossen hatte, begründeten die französische Psychiatrietradition im Sinne eines traitement moral, das heißt einem Umgang mit dem Kranken, der gekennzeichnet ist durch politische Freiheit, und die heilenden Kräfte, die in Form einer ursprünglichen „primordialen moralischen Struktur“ in jedem Individuum enthalten sind und die es von außen zu stabilisieren gilt. Dieses Konzept des traitement moral ist jedoch nicht in jeder Hinsicht mit dem der Moralischen Behandlung zu vergleichen, das von England aus in Europa Verbreitung fand und in dem Milde, Zuwendung und Geduld eine wichtige Rolle spielten. Pinel ist dafür bekannt, die Kranken von ihren Ketten befreit zu haben, da er in seinem Traité médico-philosophique sur l’aliénation mentale ou La manie von 1801 diese ablehnte und in der Praxis nur zeitlich begrenzt einsetzte. Diese Zwangsmittel wurden jedoch ersetzt durch Zwangsjacken, in den Mund gebundene Holzbirnen und ähnliche Methoden. Das traitement moral oder auch regime moral genannt, wurde beispielgebend für die Entwicklung der Psychiatrie in Europa. Einige körperliche Behandlungsmethoden muten jedoch aus heutiger Sicht sehr barbarisch an. So setzte Pinel beispielsweise die Drehstuhlbehandlung, das Untertauchen in kaltes Wasser und Hungerkuren zur Erschütterung der Seele und zur Ablenkung von der idee fixe ein. Die seinerzeit noch häufige Anwendung von Brechmitteln und Aderlass wurden von Pinel auf wenige Indikationen eingeschränkt.
Dagegen bemühten sich im Hospiz zu Charenton der Arzt Joseph Gastaldy und der als „régisseur général“ wirkende Ordensmann und Politiker François Simonnet de Coulmier, durch die Anwendung von „moralischen Mitteln“ – insbesondere durch den Einsatz des Theaters als Therapie im Sinne einer Katharsis – die Anwendung von Misshandlungen und Repressionen aus der Behandlung zu verbannen.
Pinel legte einen Grundstein für die Diagnostik in der modernen Psychiatrie, indem er das moderne analytische Denken mit der hippokratischen Tradition verband. Philippe Pinel war als Philanthrop ab 1792 ärztlicher Leiter des Hospice de Bicêtre und später auch des Hôpital de la Salpêtrière. Diese beiden Internierungsanstalten nahmen Verwirrte, Wahnsinnige und Kriminelle auf. Vor den Revolutionstribunalen flüchteten Adlige und Kleriker in diese Anstalten in Paris. – Der gelähmte jakobinische Schreckensmann Couthon inspizierte daher zusammen mit Pinel 1793 die Anstalt Bicêtre, um hier nach verborgenen suspekten Volksfeinden zu suchen. Hier ergab sich der entscheidende Diskurs zwischen beiden, der das Ende der Behandlung psychisch Kranker mit Ketten bedeutete.
Pinel stellte bei seinen Anstaltserfahrungen fest, dass die Bedingungen der Unterbringung die Kranken und ihr Verhalten prägen.
Er ist mit dem Bild der Befreiung der Irren von ihren Ketten eng verbunden. Dieser Mythos der Aufklärung wirkt bis in die Gegenwart nach (Eine reale Befreiung von Ketten erfolgte hingegen am Irrenhaus des Würzburger Juliusspitals, wo Anton Müller als Direktor wirkte und zu Beginn des 19. Jahrhunderts „Ketten aber und Peitschen […] entfernte“).
Als mögliche Ursachen von Geisteskrankheiten sah Pinel Vererbung, fehlerhafte soziale Einrichtungen inklusive einer schlechten Erziehung, unregelmäßige Lebensweise, Leidenschaften („spasmodische Passionen“ wie Zorn oder Schreck, schwächende oder bedrückende Passionen wie Kummer, Hass, Furcht und Reue) sowie physische Phänomene wie Alkoholismus, ausbleibende Monatsblutung, Fieber, Wochenbett oder Kopfverletzungen an.
Pinel gilt als Begründer der wissenschaftlichen Psychiatrie. Er klassifizierte die psychiatrischen Erkrankungen im Wesentlichen durch Einteilung in Manie, Melancholie („Délire exclusif sur un objet“), Demenz und (ein als psychologischer Begriff zu verstehender) Idiotismus. Mit seinem Konzept der Manie sans delire brach er mit der Tradition der Aufklärung, psychische Störungen lediglich als Störungen der Verstandestätigkeit zu interpretieren (wie es die Schriften von John Locke und Étienne Bonnot de Condillac nahelegen). Die Fortentwicklung seines Ansatzes ermöglichte der Psychiatrie im 19. Jahrhundert die subtilere Erfassung psychischer Störungen auch ohne das Vorliegen schwerer Verstandesstörungen, z. B. Veränderungen der Stimmung, des Antriebs sowie Störungen, die heute als Persönlichkeitsstörungen oder Neurosen/neurotische Störungen bezeichnet werden.
Sein Lieblingsschüler und von 1810 bis 1826 mit Pinel die Salpétrière leitende Esquirol entwickelte Pinels Einteilung der psychiatrischen Erkrankungen und das Konzept der „Manie ohne Delirium“ weiter zur Monomanielehre.

## Film
Das Leben von Philippe Pinel wurde 1945 in dem US-amerikanischen Kurzfilm Stairway to Light beschrieben. Der Film gewann 1946 einen Oscar als bester Kurzfilm. Auch in dem Film Der Wolfsjunge (L’enfant sauvage, 1970) von François Truffaut spielt Pinel – neben Jean Itard, dem späteren Lehrer des Victor von Aveyron – eine Rolle als Diagnostiker des 'wilden Kindes'.

## Schriften (Auswahl)
- Als Übersetzer von William Cullen. First lines of the practice of physic, for the use of students, in the University of Edinburgh. Edinburgh 1781-1783: Band I 1781 (Digitalisat); Band II 1783 (Digitalisat); Band III 1783 (Digitalisat): Institutions de médecine-pratique. P. J. Duplain, Paris 1785 Band I (Digitalisat), Band II (Digitalisat)
- Observation sur le régime moral qui est le plus propre a retablir, dans certains cas, la raison egares de maniaques. In: Gazette de Santé. Band 2, 1789, S. 13–15.
- Ellébore en général. In: Encyclopédie méthodique, série Médecine, t. V, 1792,pp. 753-761 (Digitalisat)
- Nosographie philosophique, ou la méthode de l’analyse appliquée à la médecine. 2 Bände. Paris 1797 Band I (Digitalisat), Band II (Digitalisat); 3. Auflage 1807, Band I (Digitalisat), Band II (Digitalisat), Band III (Digitalisat); 5. Auflage 1813, Band I (Digitalisat), Band II (Digitalisat), Band III (Digitalisat)
  - Johann Matthias Alexander Ecker (Übersetzer). Philosophische Nosographie oder Anwendung der analytischen Methode in der Arzneikunde. Cotta, Tübingen 1799, Band I (Digitalisat); Band II (Digitalisat)
  - D. D. Davis. A treatise on insanity, in which are contained the principles of a new and more practical nosology of maniacal disorders than has yet been offered to the public … Sheffield 1806 (Digitalisat)
- Recherches et observations sur le traitement moral des aliénés. Paris 1798 (Digitalisat)
- Rapport fait à l’École de médecine de Paris, sur la clinique d’inoculation, le 29 fructidor, an 7 (1799). (Digitalisat)
- Traité médico-philosophique sur l’aliénation mentale ou la manie. Paris An IX 1801 (Digitalisat); 2. überarbeitete und ergänzte Auflage 1809 (Digitalisat)
  - Philosophisch-medicinische Abhandlung über Geistesverirrungen oder Manie. Mit Figuren, welche die Formen des Schedels, und Abbildungen der Wahnsinnigen darstellen. Aus dem Französischen übersetzt und mit Anmerkungen versehen von Michael Wagner. Schaumburg, Wien 1801 (Digitalisat)
- La médecine clinique rendue plus précise et plus exacte par l’application de l’analyse: recueil et résultat d’observations sur les maladies aigües, faites à la Salpêtrière. Paris 1802. (Digitalisat)
- Jurisprudence médicale. Résultats d’observations pour servir de base aux rapports juridiques (ohne Ort- und Zeit-Angaben) [1817] (Digitalisat)